# Acid risedronic
Axit Risedronic, thường được sử dụng làm muối natri risedronate natri, là một bisphosphonate được sử dụng để củng cố xương, điều trị hoặc ngăn ngừa loãng xương và điều trị bệnh xương Paget.
Nó đã được cấp bằng sáng chế vào năm 1984 và được chấp thuận cho sử dụng y tế vào năm 1998.

## Dược lý
| Bisphosphonate | Hiệu lực tương đối |
| -------------- | ------------------ |
| Etidronate     | 1                  |
| Tiludronate    | 10                 |
| Pamidronate    | 100                |
| Alendronate    | 100-500            |
| Ibandronate    | 500-1000           |
| Risedronate    | 1000               |
| Zoledronate    | 5000               |

## Tên thương hiệu
Nó được sản xuất và tiếp thị bởi Warner Chilcott, Sanofi-Aventis và tại Nhật Bản bởi Takeda dưới tên thương mại Actonel, Atelvia và Benet. Nó cũng có sẵn trong một chế phẩm bao gồm bổ sung calci cacbonat, như Actonel với Calci.

## Tranh cãi
Vào tháng 1 năm 2006, P & G và đối tác tiếp thị của nó là Sanofi-Aventis đã đệ đơn kiện Đạo luật Lanham tuyên bố kiện cáo đối với các nhà sản xuất ma túy đối thủ Roche và GlaxoSmithKline tuyên bố quảng cáo sai về Boniva. Các nhà sản xuất Boniva, một đối thủ bisphosphonate, đã bị buộc tội trong vụ kiện gây ra "nguy cơ sức khỏe cộng đồng nghiêm trọng" thông qua việc trình bày sai các phát hiện khoa học. Trong một phán quyết vào ngày 7 tháng 9 năm 2006, Thẩm phán khu vực Hoa Kỳ Paul A. Crotty đã bác bỏ lệnh cấm của P & G. P & G đã bị chỉ trích vì cố gắng "bảo vệ thị phần của mình bằng cách chê bai Boniva". Thẩm phán Crotty đã viết rằng "Roche rõ ràng có quyền trả lời với dữ liệu của chính mình, miễn là dữ liệu được trình bày trung thực và chính xác".
Năm 2006, P & G phải đối mặt với tranh cãi về việc xử lý nghiên cứu lâm sàng liên quan đến risedronate (Tin tức báo cáo  và thảo luận).
Tương tự như các loại thuốc bisphosphonate khác, risedronate dường như có liên quan đến chứng thoái hóa xương của hàm hiếm gặp, thường xảy ra trước các thủ thuật nha khoa gây chấn thương cho xương.